# Eleições legislativas portuguesas de 1879
As eleições legislativas portuguesas de 1879 foram realizadas no dia 19 de outubro.

## Resultados Nacionais
| ↓                    |                     |                      |                  |                               |
| 106                  | 21                  | 6                    | 3                | 1                             |
| Partido Progressista | Partido Regenerador | Partido Constituinte | Partido Avilista | Partido Republicano Português |

|       | Partido Progressista          | 77,4 / 100,0 | 61,3    | 106 / 137 | 84      |       |       |
|       | Partido Regenerador           | 15,3 / 100,0 | 55,5    | 21 / 137  | 76      |       |       |
|       | Partido Constituinte          | 4,4 / 100,0  | 5,8     | 6 / 149   | 8       |       |       |
|       | Partido Avilista              | 2,2 / 100,0  | Estável | 3 / 137   | Estável |       |       |
|       | Partido Republicano Português | 0,7 / 100,0  | Estável | 1 / 137   | 1       |       |       |
| Fonte | Fonte                         | Fonte        | [ 1 ]   | [ 1 ]     | [ 1 ]   | [ 1 ] | [ 1 ] |

### Gráfico
| Gráfico dos resultados        | Gráfico dos resultados        | Gráfico dos resultados | Gráfico dos resultados | Gráfico dos resultados |
| ----------------------------- | ----------------------------- | ---------------------- | ---------------------- | ---------------------- |
|                               |                               |                        |                        |                        |
| Partido Progressista          | Partido Progressista          |                        | 77%                    | 77%                    |
| Partido Regenerador           | Partido Regenerador           |                        | 15%                    | 15%                    |
| Partido Constituinte          | Partido Constituinte          |                        | 4%                     | 4%                     |
| Partido Avilista              | Partido Avilista              |                        | 2%                     | 2%                     |
| Partido Republicano Português | Partido Republicano Português |                        | 1%                     | 1%                     |

Nota: o número de deputados eleitos de cada força política correspondem apenas ao eleitos no continente e nas ilhas.